# LTC Prag
LTC Prag (tjeckiska: LTC Praha) var en professionell ishockeyklubb från Prag, grundat 1903.
LTC Prag var från början en tennisklubb och namnet LTC betyder Lawn Tennis Club. Klubben fick dock nya medlemmar i form av elit-ishockeyspelare 1927, då ett bråk i Slavia Prag gjorde att många spelare bytte klubb till LTC. Klubben blev mycket berömd. Laget var ett topplag i Europa och under 1930- och 1940-talet ansågs laget vara näst intill oslagbart. Man vann Spengler Cup sju gånger och blev två gånger tvåa. Man blev tjeckoslovakiska mästare tolv gånger i Extraliga. Många spelare från LTC Prag spelade också i det tjeckoslovakiska landslaget. 
Efter den kommunistiska statskuppen 1948 föll klubben i onåd, och klubben förbjöds eftersom den sågs som en symbol för kapitalistiska professionell sport. Många spelare var tvungen att lämna republiken, eller fängslades i kommunistiska läger. LTC Prag gick upp i Slavia Prag 1964, den klubb som man ursprungligen lämnade.

## Meriter
- 12x tjeckoslovakiska mästare: 1931, 1932, 1933, 1934, 1935, 1936, 1937, 1938, 1946, 1947, 1948, 1949
- 5x Böhmen-Mähren mästare: 1939, 1940, 1942, 1943, 1944
- 7x Spengler Cup segrare: 1929, 1930, 1932, 1937, 1946, 1947, 1948
- 3x Tatra Cup vinnare: 1930, 1931, 1949

## Berömda spelare
| - Viktor Lonsmín - Josef Trousílek - Bohumil Modrý - Jan Peka - František Pácalt - Mike Buckna | - Josef Maleček - Miroslav Pokorný - Alois "Lolek" Cetkovský - Jaroslav Citta - Jiří Tožička - Ladislav Troják | - Zbyněk Peters - Vladislav Müller - Miroslav Charouzd - Václav Roziňák - Tomáš Švihovec | - Karel Stibor - Vilibald Šťovík - Vladimír Zábrodský - Oldřich Zábrodský junior - Oldřich Zábrodský senior |